# Michael Weir
Michael Weir, född 24 mars 1957 är en brittisk parlamentsledamot för Scottish National Party. Han representerar valkretsen Angus.